# Skarpöby
Skarpöby var år 2000 en av SCB avgränsad och namnsatt småort belägen strax öster om den dåvarande orten Skarpö på ön Skarpö. Till nästa avgränsning hade de båda orterna växt samman och sedan dess finns bara en ort på ön.

## Befolkningsutveckling
| Befolkningsutvecklingen i Skarpöby 2000–2000             | Befolkningsutvecklingen i Skarpöby 2000–2000 | Befolkningsutvecklingen i Skarpöby 2000–2000 | Befolkningsutvecklingen i Skarpöby 2000–2000 | Befolkningsutvecklingen i Skarpöby 2000–2000 |
| -------------------------------------------------------- | -------------------------------------------- | -------------------------------------------- | -------------------------------------------- | -------------------------------------------- |
|                                                          |                                              |                                              |                                              |                                              |
| År                                                       |                                              |                                              | Folkmängd                                    | Areal (ha)                                   |
| 2000                                                     | 2000                                         |                                              | 58                                           | 10#                                          |
| Anm.: Sammanlades 2005 med tätorten Skarpö # Som småort. |                                              |                                              |                                              |                                              |